# Enrico Ianniello
Enrico Ianniello (Caserta, 15 novembre 1970) è un attore, scrittore, regista teatrale e traduttore italiano.

## Biografia
Casertano di origine. Dopo essersi diplomato al I.T.I.S. "F. Giordani" di Caserta, si è formato artisticamente presso la Bottega Teatrale di Firenze di Vittorio Gassman. Molto attivo a teatro, ha realizzato una traduzione italiana della commedia Il Metodo Gronholm del giovane autore catalano Jordi Galcerán che racconta le crudeltà dei rapporti di lavoro. La commedia, in cui recitano fra gli altri, oltre allo stesso Ianniello, anche Nicoletta Braschi e Maurizio Donadoni, è stata portata in tournée nei teatri di tutta Italia fino al marzo 2008.
Nel 2011 Ianniello conquista la popolarità presso il grande pubblico interpretando il commissario Vincenzo Nappi, uno dei ruoli principali della serie TV di Rai Uno Un passo dal cielo a fianco di Terence Hill. Nello stesso periodo Ianniello lavora anche al cinema nel film Habemus Papam di Nanni Moretti, e ad un cortometraggio per il sociale L'agnellino con le trecce. Nel 2012 è attivo in diverse fiction Rai tra le quali la seconda stagione di Un passo dal cielo. Nel 2017 recita nel ruolo del direttore generale nella fiction Rai C'era una volta Studio Uno di Riccardo Donna. Nel 2019, recita in Il mondo sulle spalle, regia di Nicola Campiotti.
Nel gennaio 2015 esce in libreria il suo primo libro La vita prodigiosa di Isidoro Sifflotin, edito da Feltrinelli, che racconta la storia di un bambino speciale che nasce fischiando e inventa un vero e proprio nuovo linguaggio: l’Urlafischio. Non sono mancati i riconoscimenti e nello stesso anno vince il premio Campiello Opera Prima, il premio John Fante Opera Prima 2015 e il premio Selezione Bancarella 2015. Nel 2019 esce il suo secondo libro La compagnia delle illusioni, con il quale vince Premio Letteraria nello stesso anno. Nel 2019 Enrico Ianniello in veste di traduttore e regista presenta a teatro la pellicola del regista Santiago Carlos Ovès, Conversaciones con mamà, dal titolo Giacomino e mammà.

## Filmografia

### Cinema
- Lascia perdere, Johnny!, regia di Fabrizio Bentivoglio  (2007)
- Tris di donne e abiti nuziali, regia di Vincenzo Terracciano (2009)
- Habemus Papam, regia di Nanni Moretti (2011)
- Mia madre, regia di Nanni Moretti (2015)
- Il giorno più bello del mondo, regia di Alessandro Siani (2019)
- Escape from Mogadishu,[2] regia di Ryoo Seung-wan (2021)

### Televisione
- Un passo dal cielo – serie TV (2011-in corso)
- Caruso, la voce dell'amore, regia di Stefano Reali – miniserie TV (2012)
- Paolo Borsellino - I 57 giorni, regia di Alberto Negrin – film TV (2012)
- La vita che corre, regia di Fabrizio Costa – miniserie TV (2012)
- Le due leggi, regia di Luciano Manuzzi – miniserie TV (2014)
- I giocatori, regia di Enrico Ianniello – film TV (2015)
- Come fai sbagli – serie TV (2016)
- C'era una volta Studio Uno regia di Riccardo Donna – miniserie TV (2017)
- Il mondo sulle spalle, regia di Nicola Campiotti – film TV (2019)
- L'Aquila - Grandi speranze – serie TV (2019)
- Il commissario Ricciardi – serie TV (2021-in produzione)
- Circeo, regia di Andrea Molaioli – miniserie TV (2022)

### Cortometraggi
- Il soffio della terra, regia di Stefano Russo (2009)
- L'agnellino con le trecce, regia di Maurizio Rigatti (2011)

## Teatro
- Sabato, domenica e lunedì, regia di Paolo Sorrentino (2004)
- Il Metodo Gronholm, regia di Cristina Pezzoli (2007)
- Un anno dopo, regia di Tony Laudadio (2013)
- Chiòve, regia di Francesco Saponaro (2007)
- Sorriso d'elefante
- Fortezza Bastiani
- Magic people show di Giuseppe Montesano, regia di Enrico Ianniello, Tony Laudadio, Andrea Renzi (2007)
- New Magic People Show di Giuseppe Montesano (2008)
- BUFALI - lettura drammatizzata di Pau Miró, con Enrico Ianniello (2012)
- Jucatùre, regia di Enrico Ianniello (2013)
- Eternapoli, regia di Enrico Ianniello (2015)
- I giocatori, regia di Enrico Ianniello (2016)
- White Rabbit. Red Rabbit, regia di Nassim Soleimanpour, con Enrico Ianniello e Tony Laudadio (2017)[3]
- Giacomino e mammà (2019)
- Un falso incidente con Patrizio Trampetti e Jennà Romano (2024)[4]

## Altre partecipazioni

### Documentari
- Venti anni (2011)
- Quiproquo (2011)

## Opere letterarie
- 2015 - La vita prodigiosa di Isidoro Sifflotin, Feltrinelli, 2015. ISBN 978-88-07-03123-6
- 2015 - Maurizio Braucci, Antonella Cilento, Marco Ciriello, Maurizio de Giovanni, Diego De Silva, Francesco Durante, Francesco Forlani, Enrico Ianniello, Peppe Lanzetta, Lorenzo Marone, Titti Marrone, Antonella Ossorio, Silvio Perrella, Angelo Petrella, Luciano Scateni, Brunella Schisa; Ho sete ancora. 16 scrittori per Pino Daniele, Iocisto edizioni
- 2016 - Appocundría, Feltrinelli[5]
- 2017 - Pau Miró, Enrico Ianniello Racconto d'inverno, Nardini Editore.[6]
- 2019 - La compagnia delle illusioni, Milano, Feltrinelli. ISBN 978-88-588-3458-9
- 2021 - Alfredino, laggiù, Milano, Feltrinelli. ISBN 978-88-070-3443-5